# National Women’s Soccer League 2013/Supplemental-Draft
Der NWSL-Supplemental-Draft zur Saison 2013 wurde am 7. Februar 2013 erstmals durchgeführt. Vertreter der acht an der Premierensaison der NWSL teilnehmenden Franchises konnten dort im Rahmen einer Konferenzschaltung in sechs Runden Spielerinnen unter Vertrag nehmen.
Der Supplemental Draft stellte in der Kaderplanung der Franchises die vierte Stufe dar, nach der sogenannten Player Allocation, dem College-Draft 2013 und einer Phase, in der Spielerinnen als sogenannte Free Agents verpflichtet werden konnten.

## Prozess
Die acht teilnehmenden Franchises wurden im Vorfeld der Veranstaltung in eine feste Draft-Reihenfolge gebracht. Jeder Teilnehmer musste bis zum 1. Februar eine Liste von acht bis zehn Spielerinnen einreichen, aus denen der Draft-Pool gebildet wurde. Diese Spielerinnen durften sowohl US-amerikanische wie auch internationale Spielerinnen sein. Jede Franchise durfte jedoch maximal zwei internationale Spielerinnen verpflichten (die bei der Player Allocation zugewiesenen Nationalspielerinnen Kanadas und Mexikos nicht mit eingerechnet).

### Draftreihenfolge
1. Washington Spirit
2. Seattle Reign FC
3. Boston Breakers
4. Chicago Red Stars
5. Sky Blue FC
6. FC Kansas City
7. Western New York Flash
8. Portland Thorns FC

## Ergebnis
|                        | 1. Runde        | 2. Runde         | 3. Runde             | 4. Runde             | 5. Runde        | 6. Runde          |
| ---------------------- | --------------- | ---------------- | -------------------- | -------------------- | --------------- | ----------------- |
| Washington Spirit      | Stephanie Ochs  | Tori Huster      | Jordan Angeli        | Natasha Kai          | Megan Mischler  | Heather Cooke     |
| Seattle Reign FC       | Nikki Krzysik   | Lauren Barnes    | Laura Heyboer        | Liz Bogus            | Michelle Betos  | Kaley Fountain    |
| Boston Breakers        | Joanna Lohman   | Katie Schoepfer  | Bianca D’Agostino    | Jasmyne Spencer      | Lauren Alkek    | Jessica Luscinski |
| Chicago Red Stars      | Lindsay Tarpley | Lauren Fowlkes   | Michelle Wenino      | Jackie Santacaterina | Alyssa Mautz    | -                 |
| Sky Blue FC            | Katy Freels     | Brittany Cameron | Courtney Goodson     | Meghan Lenczyk       | Kandace Wilson  | Allison Falk      |
| FC Kansas City         | Courtney Jones  | Bianca Henninger | Merritt Mathias      | Casey Loyd           | Tina DiMartino  | Casey Berrier     |
| Western New York Flash | Estelle Johnson | Angela Salem     | Kimberly Yokers      | Valerie Henderson    | Ashley Grove    | -                 |
| Portland Thorns FC     | Tina Ellertson  | Angie Kerr       | Michele Weissenhofer | Marian Dougherty     | Jessica Shufelt | -                 |

Die Franchises der Chicago Red Stars, Western New York Flash und Portland Thorns FC verzichteten in der sechsten und abschließenden Draftrunde auf ihre Wahlmöglichkeit.

## Folgen
Nach der Durchführung des Supplemental Drafts konnte jede Franchise bis zu vier bisher vertragslose Spielerinnen als sogenannte Discovery Player verpflichten. Darunter durften sich auch solche Spielerinnen befinden, die sich im Draft-Pool befanden, aber letztlich nicht verpflichtet wurden. Zum Saisonstart am 13. April 2013 mussten die einzelnen Mannschaftskader letztlich zwischen 18 und 20 Spielerinnen groß sein.